# Carbonís
El Carbonís és una serra situada al municipi de Cercs a la comarca del Berguedà, amb una elevació màxima de 1.456 metres.